# Nutella
Nutella je blagovna znamka slaščic italijanskega podjetja Ferrero (s sedežem v Luksemburgu), ki je na trg prišla leta 1964. Obsega namaz z okusom lešnikov in kakava ter piškote in prigrizke s tem namazom.  
Ob 50. obletnici Nutelle je Italija izdala poštno znamko.

## Proizvodnja
Nutella se proizvaja v obratih v krajih San José Iturbide (Mehika), Manisa (Turčija), Brantford (Kanada), Loas Cardales (Argentina), Poços de Caldas (Brazilija), Villers-Escalles (Francija), Stadtallendorf (Nemčija), Belsk (Poljska), Vladimir (Rusija), Alba in Sant’Angelo dei Lombardi (Italija) ter Lithgow (Avstralija).
Lešniki pridejo iz Turčije, kakav iz Nigerije, vanilin s Kitajske (francosko podjetje, ki proizvaja tudi v Franciji), palmovo olje iz Malezije, sladkor pa večinoma iz Brazilije (manjši del iz Evrope). Lokalno se dobavlja pakiranje in mleko.
Leta 2019 so stavkajoči v francoskem obratu zahtevali višje plačilo.

## Sestava namaza ter vpliv na zdravje in okolje

### Sestava in testi v Sloveniji
Namaz vsebuje sladkor, palmovo olje, lešnike (13 %), manj masten kakav v prahu (7,40 - 8,7 %), posneto mleko v prahu (6,60 - 7,4 %), sirotko v prahu, emulgator sojin lecitin in vanilin. Vsebuje približno 56 g sladkorja na 100 gramov izdelka.
Na slovenskem trgu se najde namaze, proizvedene na Poljskem, v Nemčiji in Franciji. Med njimi po oceni Zveze potrošnikov Slovenije (ZPS) ni bistvenih razlik v sestavi. Poljski ima več okusa po lešnikih in mleku, nemški pa po kakavu. Slednji je tudi temnejša in manj svetleča. ZPS je na testu vseh lešnikovih in kakavovih namazov ugotovil še, da namaz ene izmed trgovkih verig po kvaliteti ne zaostaja za Nutello ter opozoril, da so tovrstni namazi zaradi aflatoksinov ter visokega deleža sladkorja in maščob neprimerni za vsakdanje uživanje. Aflatoksini nastanejo zaradi plesnenja lešnikov med skladiščenjem.
Agrarni ekonomist Aleš Kuhar je ob preverjanju razlik med izdelki za t.i. zahodne in vzhodne trge opozoril, da Slovenci za izdelke s cenejšimi sestavinami plačajo ceno, enako cenam izdelkov z boljšimi sestavinami.

### Palmovo olje
Namazi z lešnikom in kakavom so tarča kritik tudi zaradi palmovega olja, ki je rakotvorno in katerega pridobivanje krči tropske gozdove. Proizvajalec pravi, da to olje izboljša mazljivost in podaljša rok trajanja, palmovo olje pa je tudi cenejše od sončničnega.

### Izkoriščanje poceni delovne sile in otroškega dela
Ferrero porabi tretjino letne turške pridelave lešnikov. Leta 2019 so mediji poročali, da jih tam nabirajo otroci in kurdski migranti za nizko plačilo, manjše od turške minimalne plače. Svoj delež zahtevajo še agencije za posredovanje dela.

### Večanje pridelave lešnikov v Italiji
Leta 2018 je Ferrero začel ustvarjati plantaže za pridelavo lešnikov v Italiji. Okoljevarstveniki iz pokrajine Umbrija so izrazili skrb nad uporabo pesticidov.

## Pravo in politika

### Tožba v Nemčiji
Leta 2011 je Zvezno združenje potrošniških organizacij (Bundesverband der Verbraucherzentralen) na Višjem deželnem sodišču v Frankfurtu uspešno tožilo Ferrero zaradi zavajajočih etiket na Nutelli. Na njih so bili namreč odstotki maščob ali ogljikovih hidratov izračunani iz 15 gramov, vitaminov in mineralov pa iz 100 gramov izdelka.

### Skupinska tožba v ZDA
V ZDA je bila proti Ferreru vložena skupinska tožba, ki jo je vodila mama iz Kalifornije, zaradi oglaševanja, da je Nutella bolj zdrava, kot je v resnici. Moral je plačati 3,05 milijonov dolarjev oz. največ 4 dolarje na kozarec, kupljen v Kaliforniji med avgustom 2009 in 23. januarjem 2012 ter v preostalem delu ZDA med januarjem 2008 in 3. februarjem 2012.

### Francoska politika
Leta 2012 je francoska vlada predlagala dvig davka na tono palmovega olja s 100 evrov na 400 evrov. Segolene Royal, francoska ministrica za okolje, je leta 2015 pozvala ljudi, naj nehajo jesti Nutello zaradi gozdovom škodljive proizvodnje palmovega olja. Kasneje se je opravičila na twitterju.

## Kultura

### Gentrifikacija v nizozemskem glavnem mestu
V Amsterdamu je izraz Nutellaville poimenovanje za gentrifikacijo in izhaja iz porasta števila donosnih turističnih trgovin z vaflji, ki izrivajo manjše, bolj nišne aktivnosti, ki so ključne za lokalno prebivalstvo ter za kulturni in zgodovinski kontekst.

### Turistični motivi na kozarcih, distribuiranih v Sloveniji
V Sloveniji je distributer leta 2022 na kozarce Nutelle dal devet slovenskih turističnih motivov. Ko je Tina Novak Samec, direktorica javnega zavoda za turizem, kulturo, mladino in šport ZTKMŠ, na svoj zasebni Facebook profil zaradi fotografije Goriških brd dala povezavo, ki vodi na spletno stran te kampanje, ter dodala emotikone srčkov, so se pojavili negativni komentarji. Menili so, da gre za poceni populistično akcijo in popoln odmik od pozicioniranja Goriških brd kot zelene, butične destinacije z izstopajočim vinskim in enogastronomskim turizmom, ki ga dolga leta kreirajo predvsem briški gostinci, vinarji in ostali turistični akterji. Občina Brdo je pojasnila, da z omenjeno kampanjo nima ničesar.

## Galerija
- Ženska za policami z večjimi pakiranji namaza Nutella v Dohi v Katarju.
- Vreča piškotov Nutella.
- Lokal v Nemčiji z barvito oznako oglaša palačinke z namazom Nutella.